# カルディヤック

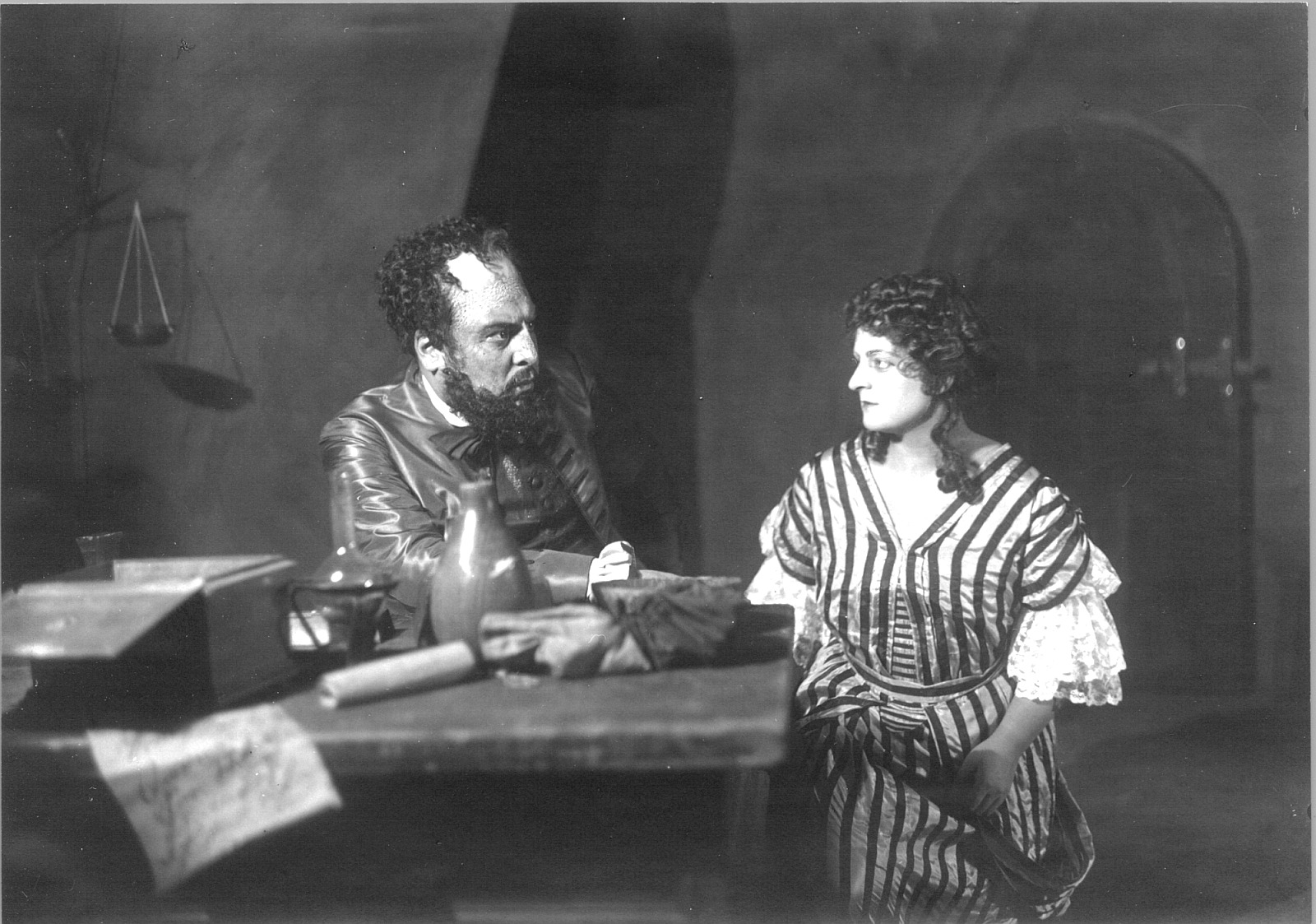
初演の写真。第2幕、カルディヤック(Robert Burg)と娘(Claire Born)

『カルディヤック』（Cardillac）作品39は、パウル・ヒンデミットが1926年に作曲した全3幕（改訂版では4幕）のドイツ語オペラ。E.T.A.ホフマンの『スキュデリ嬢』（1819年）を原作とし、金細工師カルディヤックの作品にまつわる殺人事件を題材とする。
演奏時間は約1時間30分。

## 概要
ヒンデミットはそれまでにも短編のオペラを書いたことはあったが、複数の幕からなる本格的オペラは本作品が最初である。
フェルディナント・リオンによって台本が書かれた。原作とは大きく異なり、タイトルロールのスキュデリ嬢は登場しないし、推理小説的でもない。
1926年11月9日にドレスデン国立歌劇場で初演された。
日本では2013年に新国立劇場で初演された。

## 登場人物
- カルディヤック（バリトン）- 金細工師。
- カルディヤックの娘（ソプラノ）
- 士官（テノール）
- 騎士（テノール）
- 貴婦人（ソプラノ）
- 金商人（バス）

第2幕に登場する王は歌わない。

## あらすじ
舞台は17世紀、ルイ14世の時代のパリ。

### 第1幕
連続殺人の噂に不安がる人々の合唱ではじまる。通りかかった伝説的な金細工師カルディヤックを見た貴婦人に対して、騎士は彼の作った金細工を買った人間が殺されて金細工を奪われていることを説明する。貴婦人は騎士にむかって、カルディヤックが作った最高の金細工を自分に贈ってくれれば自分は騎士のものになるという。
夜、騎士はカルディヤックの金の帯を入手して貴婦人に贈る。貴婦人は喜んで騎士と愛しあうが、そこへ覆面をした何者かが現れ、騎士を殺害して帯を奪って逃げる（騎士の登場以降は歌がなく、すべてが器楽とパントマイムで表現される）。

### 第2幕
カルディヤックは仕事場で金商人と金の購入の取引をするが、金商人はカルディヤックが殺人犯ではないかと疑っている。
カルディヤックの娘は士官と愛しあっていたが、父を見捨てるわけにもいかないと悩む。しかしカルディヤックは娘が結婚するならばすればよい、と冷たく言いはなつ。
王が彼の作品を買いに来るが、自分の作品に対する所有欲が強いカルディヤックは、王を殺さなければならなくなることを恐れて売るのを拒む。
士官に対してカルディヤックは自分の作品以外には興味が持てないことを告げる。士官はカルディヤックから金の鎖を買う。カルディヤックは娘の将来の夫を殺すわけにはいかないと悩むが、結局変装して士官のあとを追う。

### 第3幕
酒場の外で、カルディヤックは士官を襲おうとしてもみあいになり、士官は殺人犯がカルディヤックであることを知る。カルディヤックは逃げるが、それを目撃した金商人は、犯人がカルディヤックであることを人々の前で明かす。しかし士官は恋人の父をかばって、金商人の方が犯人の共犯者だと主張し、金商人は連行されていく。
カルディヤックは真犯人を知っていると言うが、真犯人を知りたい人々は彼が犯人を教えなければ仕事場に押しかけて金細工をすべて破壊するとおどし、カルディヤックは自分が犯人であることを白状する。人々はカルディヤックを襲う。士官が人々を止める。瀕死のカルディヤックは士官の渡した金の鎖を眺めて喜び、そのまま事切れる。士官と娘、人々の合唱によって幕が降りる。

## 改訂版
のちにヒンデミットは4幕からなる改訂版を作った。この版はよりホフマンの原作により近づき、カルディヤックは人間味を増している。貴婦人はオペラ歌手に変えられて官能性は減退し、王はオペラ歌手に入れこんでいる侯爵に、士官はカルディヤックの徒弟（第2幕で殺人事件の犯人とされて逮捕される）に変えられている。第3幕は新たに追加され、リュリの『ファエトン』に出演したオペラ歌手が、侯爵が勝手に持ちだした王冠を上演後にカルディヤックに返そうとするが、警察官が王冠を着服してしまう。この改訂版は1952年6月20日にチューリッヒ歌劇場で初演された。改訂版ではカルディヤックが殺人を犯す動機はより明確になっているものの、劇の内容が音楽とうまくあわず、挿入された第3幕が劇の緊張感を弱めてしまっている。改訂版が上演されることは初版より少ない。